# Джордж Макговерн
Джордж Макговерн (англ. George McGovern; нар. 19 липня 1922, Ейвон — пом. 21 жовтня 2012, Су-Фолс) — американський історик, політичний діяч, кандидат у президенти США від Демократичної партії (1972).

## Біографія
Зробив 35 бойових вильотів на бомбардувальнику B-24 під час Другої світової війни
- 1957–1961 рр. — конгресмен,
- 1963–1981 рр. — сенатор від Південної Дакоти і кандидат на президентських виборах 1972 від Демократичної партії.

У 1972 році він був висунутий у президенти від Демократичної партії.
Служив під час Другої світової війни пілотом ВПС США, Дж. Макговерн був противником В'єтнамської війни і з величезним відривом (17 голосів проти 521) програв у президентських перегонах Річарду Ніксону, який був обраний на другий термін. Однак незаконне стеження республіканців за виборчим штабом Макговерна призвів до політичного скандалу Уотергейт і зрештою до відставки Ніксона в 1974 році. Також висував свою кандидатуру на виборах президента США в 1968 і 1984 рр., але обидва рази не зумів виграти боротьбу за висунення від Демократичної партії.
У 1998–2001 рр. — Представник США в Продовольчій і сільськогосподарській організації ООН, в 2001 р. — призначений послом ООН з питань голоду.
У 2000 р. був удостоєний найвищої державної нагороди США — Президентської медалі Свободи.